# Maurice Roland
Ne doit pas être confondu avec Maurice Pierre Rolland ou Maurice Rolland.
Pour les articles homonymes, voir Roland (homonymie).
Maurice Roland, nom de plume de Roland Berger, né le 17 septembre 1920 à Genève, est un auteur suisse de roman policier.

## Biographie
Avocat de formation, il plaide à Genève pendant de nombreuses années avant d'être élu Président du tribunal pour enfants.
Il adopte avec Maurice Maier (1921-1950), un autre avocat genevois, le pseudonyme commun de Maurice Roland sous lequel il publie quelques nouvelles policières. À la mort de Maier, Roland Berger continue d'employer le pseudonyme Maurice Roland pour signer plusieurs romans policiers avec d'autres écrivains. Il reçoit le prix du roman d'aventures 1956 pour Voir Londres et mourir écrit en collaboration avec Paul Alexandre. Roland Berger utilisera aussi les pseudonymes communs de Claude Roland (avec Claude Joste) et d'André Berger (avec André Picot).

## Œuvre

### Roman

#### Signés en collaboration avecPaul Alexandre
- Voir Londres et mourir, Paris, Librairie des Champs-Élysées, Le Masque no 543, 1956 ; réédition, Paris, Le Livre de poche no 2111, 1967
- Genève vaut bien une messe, Paris, Denoël, coll. Crime-club no 4, 1958 ; réédition, Paris, Le Livre de poche no 3389, 1972

#### Signés en collaboration avecAndré Picot
- L'Ombre et le Silence, Paris, Librairie des Champs-Élysées, Le Masque no 974, 1967
- Le Bâton dans la fourmilière, Paris, Librairie des Champs-Élysées, Le Masque no 989, 1967 ; réédition, Paris, Librairie des Champs-Élysées, Club des Masques no 173, 1973
- Z… comme Zurich, Paris, Denoël, coll. Crime club no 262, 1968 ; réédition, Paris, Denoël, coll, Crime club no 302, 1972

#### Signés Claude Roland
- Le Démon de la chaire, Paris, Fleuve noir, Spécial Police no 939, 1972
- La Balustrade, Paris, Fleuve noir, Spécial Police no 1014, 1973

#### Signés André Berger
- Ordonnance de non-lieu, Paris, Fleuve noir, Spécial Police no 1329, 1977
- Scoop, pièce policière, Lausanne, Éditions Pierre Marcel-Favre, 1987 (cosigné avec Pierre Naftule).

### Nouvelles
- Un mort pour l'autre, Paris, Opta, Mystère magazine no 71, décembre 1953
- Auto-stop, Paris, Opta, Mystère magazine no 80, septembre 1954 ; réédition sous le titre Les Mauvaises Rencontre, dans Suspense à tombeau ouvert, Paris, Opta, Club du livre policier, 1964
- Garanti d'époque, Paris, Fayard, Le Saint détective magazine no 52, juin 1959
- Le Fugitif, Paris, Fayard, Le Saint détective magazine no 79, septembre 1961
- Fausses Manœuvres, dans Suspense à tombeau ouvert, Paris, Opta, Club du livre policier, 1964
- Maquillage, Paris, Opta, Mystère magazine no 205, février 1965
- Sanguine, Paris, Opta, Mystère magazine no 212, septembre 1965
- L'inspecteur a le rhume des foins, Paris, Fayard, Le Saint détective magazine no 121, mars 1965
- Orfèvre en la matière, Paris, Opta, Mystère magazine no 222, juillet 1966
- La Paille dans l'acier, Paris, Opta, L'Anthologie du mystère no 9, septembre 1966
- Comment tuer un magicien, Paris, Opta, Mystère magazine no 233, juin 1967
- De père en fils, Paris, Opta, Mystère magazine no 237, octobre 1967
- Mi-chair, mi-poisson, Paris, Opta, Mystère magazine no 260, octobre 1969

## Prix et récompenses
- Prix du roman d'aventures 1956 pour Voir Londres et mourir.

## Sources
- Jacques Baudou et Jean-Jacques Schleret, Le Vrai Visage du Masque, vol. 1, Paris, Futuropolis, 1984, 476 p. (OCLC 311506692), p. 27-28.
- Claude Mesplède (dir.), Dictionnaire des littératures policières, vol. 2 : J - Z, Nantes, Joseph K, coll. « Temps noir », 2007, 1086 p. (ISBN 978-2-910-68645-1, OCLC 315873361), p. 668.